# Wilhelm Weinberger
Wilhelm Weinberger (* 1898; † 25. April 1919 in oder bei München) war kurzzeitiger Stadtkommandant in München während der Räterepublik im April 1919.

## Leben und Tod
Wilhelm Weinberger war gemäßigter Kommunist und Publizist.
Am 18. April 1919 wurde er zum Stadtkommandanten von München durch die kommunistische Räteregierung als Nachfolger von Rudolf Egelhofer bestimmt. Er setzte sich in seinem Amt aber eher für eine Verständigung mit der abgesetzten regulären Regierung von Johannes Hoffmann ein. Während seiner Amtszeit waren auch Spitzel der rechtsextremen Thule-Gesellschaft in der Stadtkommandantur mit gefälschten Ausweispapieren tätig, wofür ihm mit die Schuld gegeben wurde.
Am 25. April 1919 wurde Weinberger von seinem ehrgeizigen Mitarbeiter Ferdinand Rotter und mehreren weiteren Personen verhaftet. Er wurde in das Polizeipräsidium gebracht. Anschließend wurde er mit einem Auto abgeholt, das ihn angeblich an einen sichereren Ort bringen sollte. Dieses wurde unterwegs von bewaffneten Männern angehalten. Wilhelm Weinberger wurde aus dem Auto geholt und erschossen. Seine Leiche wurde am 28. April gefunden.
Die Hintergründe dieses Mordes wurden nie aufgeklärt.